# Berömda renässanskonstnärers liv
Berömda renässanskonstnärers liv är en bok av den italienske målaren och arkitekten Giorgio Vasari, utgiven 1550 och i en utökad version 1568. Den består av biografier om italienska konstnärer från och med Cimabue (1240–1302) och in i författarens samtid. Dess italienska titel är Le vite de' più eccellenti pittori, scultori e architettori, som betyder "de mest utmärkta målarnas, skuptörernas och arkitekternas liv". Den är även känd som endast Le Vite och betraktas idag som grunden för ämnet konsthistoria.
Vasari delar in den italienska konsten i tre faser. Den första kretsar kring Giotto och hans efterföljare, därefter kommer 1400-talets hantverkstekniska utforskning, och slutligen konstnärlig fulländning med "la maniera moderna", "den moderna stilen", som uppstår i slutet av 1400-talet. Den utökade versionen avhandlar även konstnärer i Vasaris samtid, inklusive honom själv. Vasari gynnar i texten florentinska konstnärer som tillskrivs de viktigaste landvinningarna.
Boken gavs ut på svenska i två delar 1926 och 1930. Den första delen är översatt av Ellen Lundberg Nyblom och den andra av Ane Randel.

## Innehåll
Följande konstnärer avhandlas i 1568 års version.

### Första delen
- Cimabue
- Arnolfo di Lapo, med Bonanno
- Nicola Pisano
- Giovanni Pisano
- Andrea Tafi
- Gaddo Gaddi
- Margaritone
- Giotto, med Puccio Capanna
- Agostino och Agnolo
- Stefano och Ugolino
- Pietro Lorenzetti (Pietro Laurati)
- Andrea Pisano
- Buonamico Buffalmacco
- Ambrogio Lorenzetti (Ambruogio Laurati)
- Pietro Cavallini
- Simone Martini med Lippo Memmi
- Taddeo Gaddi
- Andrea Orcagna (Andrea di Cione)
- Tommaso Fiorentino (Giottino)
- Giovanni da Ponte
- Agnolo Gaddi med Cennino Cennini
- Berna Sanese (Barna da Siena)
- Duccio
- Antonio Viniziano (Antonio Veneziano)
- Jacopo di Casentino
- Spinello Aretino
- Gherardo Starnina
- Lippo
- Lorenzo Monaco
- Taddeo Bartoli
- Lorenzo di Bicci med Bicci di Lorenzo och Neri di Bicci

### Andra delen
- Jacopo della Quercia
- Niccolo Aretino (Niccolò di Piero Lamberti)
- Dello (Dello di Niccolò Delli)
- Nanni di Banco
- Luca della Robbia med Andrea och Girolamo della Robbia
- Paolo Uccello
- Lorenzo Ghiberti med Niccolò di Piero Lamberti
- Masolino da Panicale
- Parri Spinelli
- Masaccio
- Filippo Brunelleschi
- Donatello
- Michelozzo Michelozzi med Pagno di Lapo Portigiani
- Antonio Filarete och Simone (Simone Ghini)
- Giuliano da Maiano
- Piero della Francesca
- Fra Angelico med Domenico di Michelino och Attavante
- Leon Battista Alberti
- Lazaro Vasari
- Antonello da Messina
- Alesso Baldovinetti
- Vellano da Padova (Bartolomeo Bellano)
- Fra Filippo Lippi med Fra Diamante och Jacopo del Sellaio
- Paolo Romano, Mino del Reame, Chimenti Camicia, och Baccio Pontelli
- Andrea del Castagno och Domenico Veneziano
- Gentile da Fabriano
- Vittore Pisanello
- Pesello och Francesco Pesellino
- Benozzo Gozzoli med Melozzo da Forlì
- Francesco di Giorgio och Vecchietta (Lorenzo di Pietro)
- Galasso Ferrarese med Cosmè Tura
- Antonio och Bernardo Rossellino
- Desiderio da Settignano
- Mino da Fiesole
- Lorenzo Costa med Ludovico Mazzolino
- Ercole Ferrarese
- Jacopo, Giovanni och Gentile Bellini med Niccolò Rondinelli och Benedetto Coda
- Cosimo Rosselli
- Il Cecca (Francesco d’Angelo)
- Don Bartolomeo Abbate di S. Clemente (Bartolomeo della Gatta) med Matteo Lappoli
- Gherardo di Giovanni del Fora
- Domenico Ghirlandaio med Benedetto, David Ghirlandaio och Bastiano Mainardi
- Antonio Pollaiuolo och Piero Pollaiuolo med Maso Finiguerra
- Sandro Botticelli
- Benedetto da Maiano
- Andrea del Verrocchio med Benedetto och Santi Buglioni
- Andrea Mantegna
- Filippino Lippi
- Bernardino Pinturicchio med Niccolò Alunno och Gerino da Pistoia
- Francesco Francia med Caradosso
- Pietro Perugino med Rocco Zoppo, Francesco Bacchiacca, Eusebio da San Giorgio och Andrea Aloigi (l'Ingegno)
- Vittore Scarpaccia med Stefano da Verona, Jacopo Avanzi, Altichiero, Jacobello del Fiore, Guariento di Arpo, Giusto de' Menabuoi, Vincenzo Foppa, Vincenzo Catena, Cima da Conegliano, Marco Basaiti, Bartolomeo Vivarini, Giovanni di Niccolò Mansueti, Vittore Belliniano, Bartolomeo Montagna, Benedetto Rusconi, Giovanni Buonconsiglio, Simone Bianco, Tullio Lombardo, Vincenzo Civerchio, Girolamo Romani, Alessandro Bonvicino (il Moretto), Francesco Bonsignori, Giovanni Francesco Caroto och Francesco Torbido (il Moro)
- Iacopo detto l'Indaco (Jacopo Torni)
- Luca Signorelli med Tommaso Bernabei (il Papacello)

### Tredje delen
- Leonardo da Vinci
- Giorgione da Castelfranco
- Antonio da Correggio
- Piero di Cosimo
- Donato Bramante (Bramante da Urbino)
- Fra Bartolommeo Di San Marco
- Mariotto Albertinelli
- Raffaellino del Garbo
- Pietro Torrigiano (Torrigiano)
- Giuliano da Sangallo
- Antonio da Sangallo
- Rafael
- Guillaume de Marcillat
- Simone del Pollaiolo (il Cronaca)
- Davide Ghirlandaio och Benedetto Ghirlandaio
- Domenico Puligo
- Andrea da Fiesole
- Vincenzo da San Gimignano och Timoteo da Urbino
- Andrea Sansovino (Andrea dal Monte Sansovino)
- Benedetto da Rovezzano
- Baccio da Montelupo och Raffaello da Montelupo
- Lorenzo di Credi
- Boccaccio Boccaccino (Boccaccino Cremonese)
- Lorenzetto
- Baldassare Peruzzi
- Pellegrino da Modena (Pellegrino Aretusi)
- Giovan Francesco, även känd som il Fattore
- Andrea del Sarto
- Properzia de' Rossi, med suor Plautilla Nelli, Lucrezia Quistelli och Sofonisba Anguissola
- Alfonso Lombardi
- Michele Agnolo (Giovanni Angelo Montorsoli)
- Girolamo Santacroce
- Dosso Dossi och Battista Dossi
- Giovanni Antonio Licino
- Rosso Fiorentino
- Giovanni Antonio Sogliani
- Girolamo da Treviso (Girolamo Da Trevigi)
- Polidoro da Caravaggio och Maturino da Firenze (Maturino Fiorentino)
- Bartolommeo Ramenghi (Bartolomeo Da Bagnacavallo)
- Marco Calabrese
- Morto Da Feltro
- Franciabigio
- Francesco Mazzola (Il Parmigianino)
- Jacopo Palma  (Il Palma)
- Lorenzo Lotto
- Fra Giocondo
- Francesco Granacci
- Baccio d'Agnolo
- Valerio Vicentino (Valerio Belli), Giovanni da Castel Bolognese (Giovanni Bernardi) och Matteo dal Nasaro Veronese

### Fjärde delen, volym ett
- Marcantonio Bolognese
- Antonio da Sangallo
- Giulio Romano
- Sebastiano del Piombo  (Sebastiano Viniziano)
- Perino del Vaga
- Domenico Beccafumi
- Giovann'Antonio Lappoli
- Niccolò Soggi
- Niccolò detto il Tribolo
- Pierino da Vinci
- Baccio Bandinelli
- Giuliano Bugiardini
- Cristofano Gherardi
- Jacopo da Pontormo
- Simone Mosca
- Girolamo Genga, Bartolommeo Genga och Giovanbatista San Marino (Giovanni Battista Belluzzi)
- Michele Sanmicheli med Paolo Veronese (Paulino) och Paolo Farinati
- Giovannantonio detto il Soddoma da Verzelli
- Bastiano detto Aristotile da San Gallo
- Benedetto Garofalo och Girolamo da Carpi med Bramantino och Bernardino Gatti (il Soiaro)
- Ridolfo Ghirlandaio, Davide Ghirlandaio och Benedetto Ghirlandaio
- Giovanni da Udine
- Battista Franco med Jacopo Tintoretto och Andrea Schiavone
- Francesco Rustichi
- Fra' Giovann'Agnolo Montorsoli
- Francesco detto de' Salviati med Giuseppe Porta
- Daniello Ricciarelli da Volterra
- Taddeo Zucchero med Federico Zuccari

### Fjärde delen, volym två
- Michelangelo Buonarroti (Michelangelo) med Tiberio Calcagni och Marcello Venusti
- Francesco Primaticcio med Giovanni Battista Ramenghi (il Bagnacavallo den yngre), Prospero Fontana, Niccolò dell'Abbate, Domenico del Barbieri, Lorenzo Sabatini, Pellegrino Tibaldi, Luca Longhi, Livio Agresti, Marco Marchetti, Giovanni Boscoli och Bartolomeo Passarotti
- Tiziano da Cadore (Tizian) med Jacopo Bassano, Giovanni Maria Verdizotti, Jan van Calcar (Giovanni fiammingo) och Paris Bordon
- Jacopo Sansovino med Andrea Palladio, Alessandro Vittoria, Bartolomeo Ammannati och Danese Cattaneo
- Lione Aretino (Leone Leoni) med Guglielmo Della Porta och Galeazzo Alessi
- Giulio Clovio
- Diverse italienska konstnärer: Girolamo Siciolante da Sermoneta, Marcello Venusti, Iacopino del Conte, Dono Doni, Cesare Nebbia och Niccolò Circignani detto il Pomarancio
- Bronzino
- Giorgio Vasari